# Англосаксонская хроника

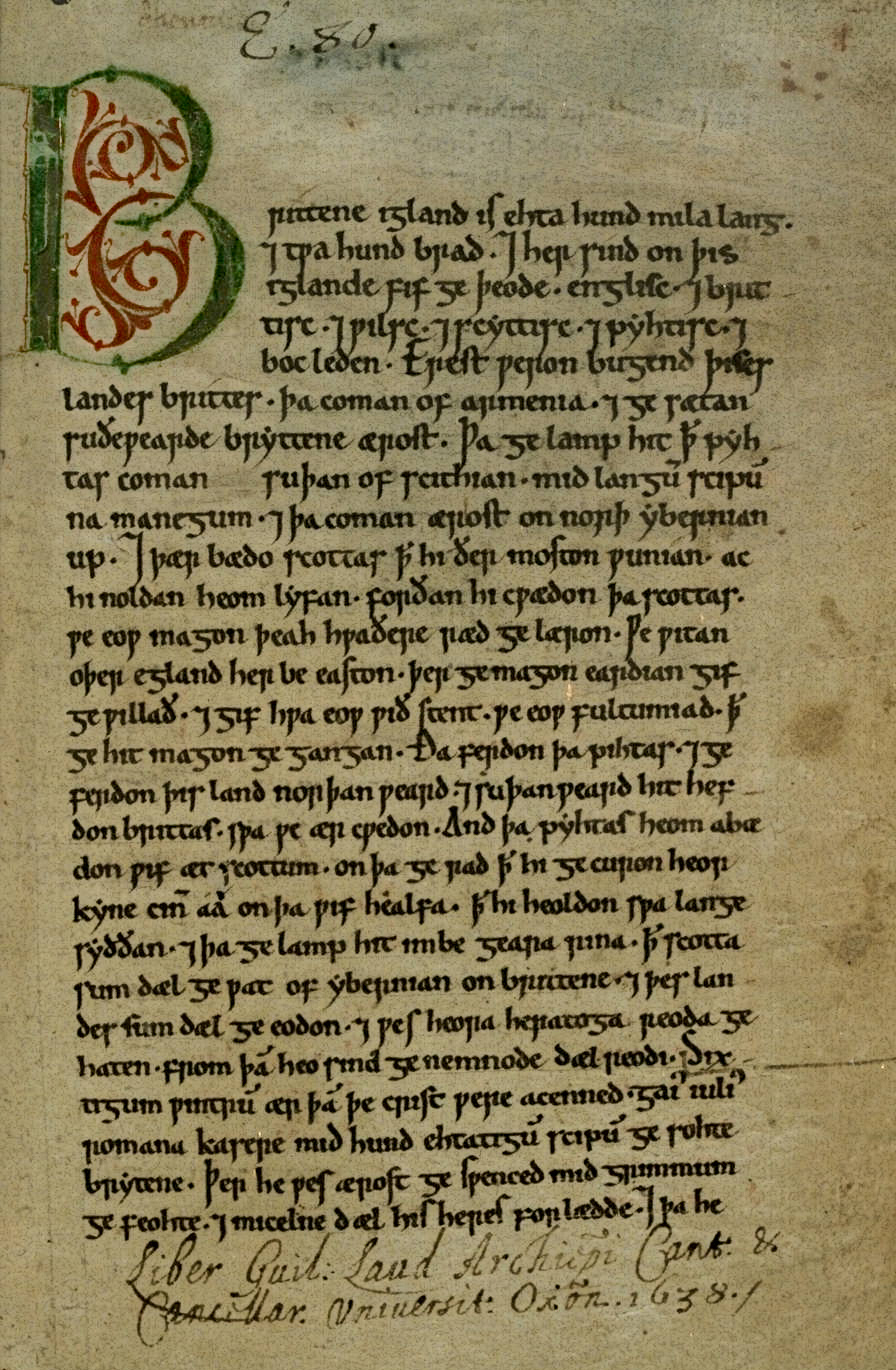
Начальная страница «Хроника Питерборо», одной из англосаксонских хроник

«Англосаксонская хроника» — древнейшая летопись Англии, охватывающая период с ранних саксонских поселенцев в 495 году и вплоть до 1154 года. Её составление началось в конце IX века при короле Альфреде на основе «Истории» Беды Достопочтенного, а также сохранившихся отрывков мерсийских и уэссекских хроник и устных преданий. Сохранилось девять рукописей хроники, написанных на англосаксонском языке и частью на латыни.
Ранняя часть хроник до 731 года в основном опирается на сочинения Беды, но содержит много дополнений, касающихся истории Южной Англии (особенно Уэссекса). В изложении событий до 891 года все хроники сходятся между собой, что заставляет предположить о едином источнике, составленном на древнеанглийском языке в период правления короля Альфреда. Существует даже теория, что автором этой части хроники был сам Альфред, в настоящее время, правда, отвергнутая. После 891 года различные варианты хроники начинают отличаться друг от друга. Краткие записи хроник постепенно становятся более длинными и дополняются вставными новеллами. Особенно интересны сведения о событиях IX—XI веков, для которых хроники являются часто единственным источником. Расхождения между рукописями довольно значительны, однако в основном это касается более позднего периода. Большинство английских переводов ориентировано на сводную версию.

## Варианты хроник
Рукописям хроник для удобства ссылок были присвоены буквы латинского алфавита.
1. Рукопись А («Хроника Паркера»; Колледж Корпус-Кристи, Кембридж, рукопись 173). Основной источник информации по событиям до 924 года. Более поздние периоды до 1070 года отражены со значительными пропусками. Ранняя часть рукописи была написана в Винчестере во время правления короля Альфреда (около 900 года), позднейшая часть — в Кентербери. Рукопись завершается хроникой деяний архиепископа Ланфранка, которая является одним из главных источников по проблеме реорганизации английской церкви после нормандского завоевания. Оригинал рукописи А был практически полностью уничтожен пожаром в 1731 году. Известна также под названием «хроника Паркера» по имени архиепископа Кентерберийского Мэтью Паркера, в чью библиотеку она входила.
2. Рукопись B («Первая Абингдонская хроника»; Британский музей, Лондон, рукопись Tiberius A vi). Первая часть, до 977 года, написана одним автором около 1000 года, остальная часть, доведённая до 1066 года — несколькими хронистами середины XI века. В отношении событий до 977 года рукописи B и C представляют собой независимые копии утраченной хроники, созданной, по всей вероятности, в Абингдоне.
3. Рукопись C («Вторая Абингдонская хроника»; Британский музей, Лондон, рукопись Tiberius B i). Как и рукопись B, изложение в рукописи событий до 977 года является копией некой утраченной хроники, написанной в Абингдоне. Вторая часть рукописи C также написана в Абингдоне. Особый интерес представляет материал о правлении Этельреда II, для истории которого рукопись является основным источником.
4. Рукопись D («Вустерская хроника»; Британский музей, Лондон, рукопись Tiberius B iv). Создана относительно поздно: самые первые части написаны не ранее 1050 года, тогда как основная часть — в начале XII века. Особый интерес рукописи к событиям, затрагивающим Шотландию, даёт основание предположить, что эта хроника была создана при дворе шотландского короля, хотя основой для неё, по-видимому, служили анналы Вустерского или Ившемского монастырей. Позднейшие части рукописи возможно были написаны кем-либо из окружения архиепископа Элдреда Йоркского. Важность рукописи D заключается, прежде всего, в содержащихся в ней материалах по истории англо-шотландских отношений в период правления Эдуарда Исповедника, а также по нормандскому завоеванию.
5. Рукопись E («Хроника Питерборо»; Бодлейская библиотека, Оксфорд, рукопись Laud 636). Ранняя часть (до 1121 года) создана одним автором, более поздние (доведена до 1154 года) — несколькими разными хронистами из аббатства Питерборо. Содержит много фактов местного значения. В своей первой части рукопись опирается на тот же источник, которым пользовался автор рукописи D, а в отражении более поздних событий (с 1023 по 1066) — на утраченную хронику аббатства Сент-Августин в Кентербери. Рукопись E особенно ценна в отношении информации о правлении королей Нормандской династии и личности Вильгельма Завоевателя.
6. Рукопись F («Двуязычная кентерберийская хроника»; Британский музей, Лондон, рукопись Domitian A viii). Отличается тем, что написана на двух языках — древнеанглийском и латыни. Рукопись была создана в аббатстве Святого Августина в Кентербери около 1100 года. Летопись доведена до 1058 года. Рукопись F, также как и рукопись E, видимо, основывалась на более ранней хронике аббатства Святого Августина, ныне утраченной. С исторической точки зрения рукопись F — наименее ценная из всех других полных вариантов Англосаксонской хроники.
7. Рукопись G («Коттонов фрагмент А»; Британский музей, Лондон, рукопись Otho B xi, 2). Представляет собой фрагмент основной рукописи А.
8. Рукопись H («Коттонов фрагмент H»; Британский музей, Лондон, рукопись Domitian A xi).
9. Рукопись I («Хроника пасхального стола»; Британский музей, Лондон, рукопись Caligula A xv).

## Публикации
- Первое академическое издание с комментариями Б. Торпа вышло в 1861 году в научной серии Rolls Series[2].

## Русскоязычные издания и исследования
- Англосаксонская хроника.
- Гимон Т. В. Историописание раннесредневековой Англии и Древней Руси: Сравнительное исследование. — М.: Русский Фонд Содействия Образования и Науке; Университет Дмитрия Пожарского, 2012. — 696 с. — ISBN 978-5-91244-049-6.